# Francisco Salamone
Francisco Salamone (né le 5 juin 1897 à Leonforte et mort le 8 août 1959 à Buenos Aires) est un architecte argentin d'origine italienne.
Entre 1936 et 1940, au cours de la « Décennie infâme », il a construit plus de soixante bâtiments municipaux avec des éléments de style Art déco dans vingt-cinq communautés rurales de la province de Buenos Aires.
Parmi ces réalisations comptent des mairies, entrées de cimetières, ou abattoirs.

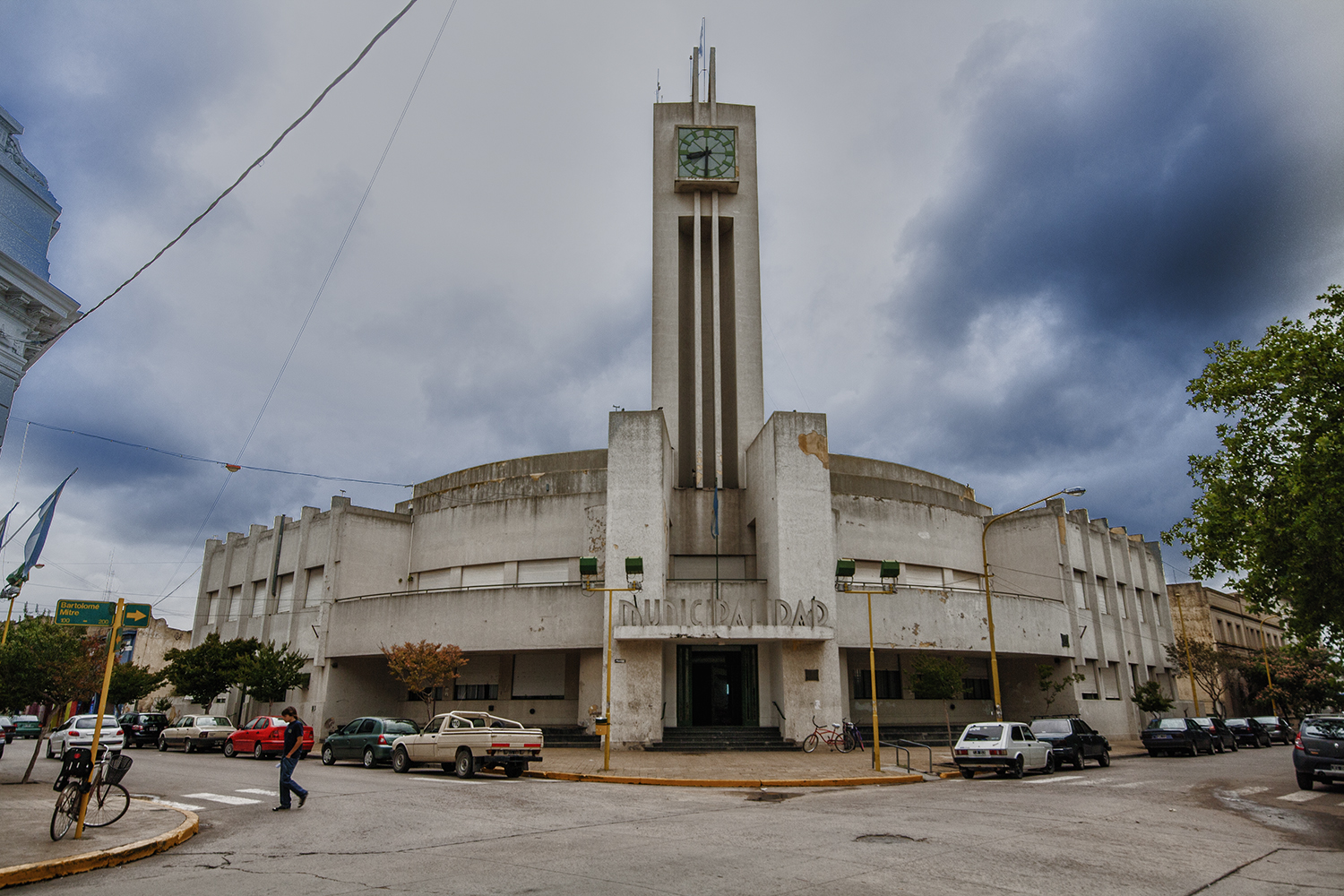
Mairie d'Adolfo Gonzales Chaves.
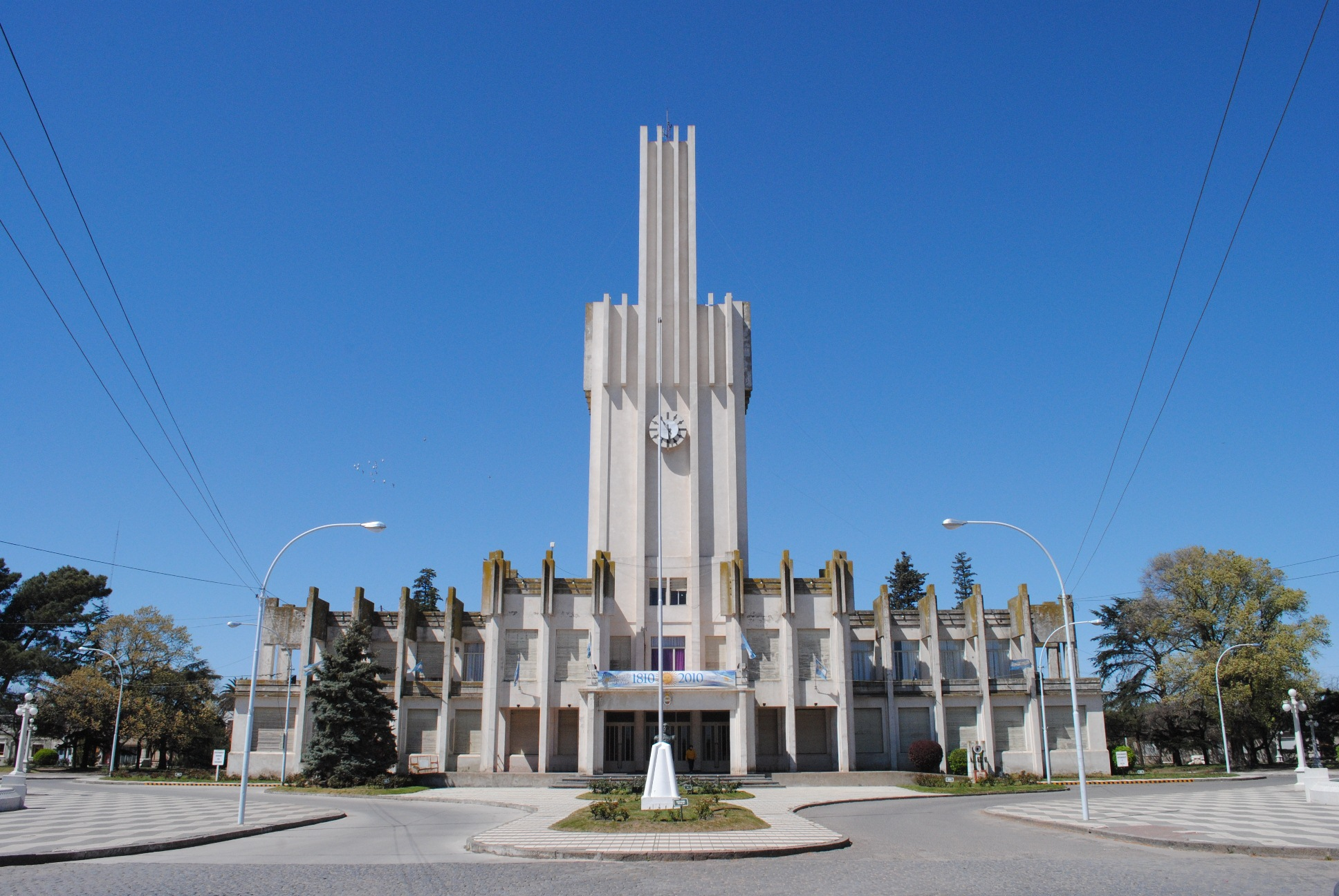
Mairie de Coronel Pringles.
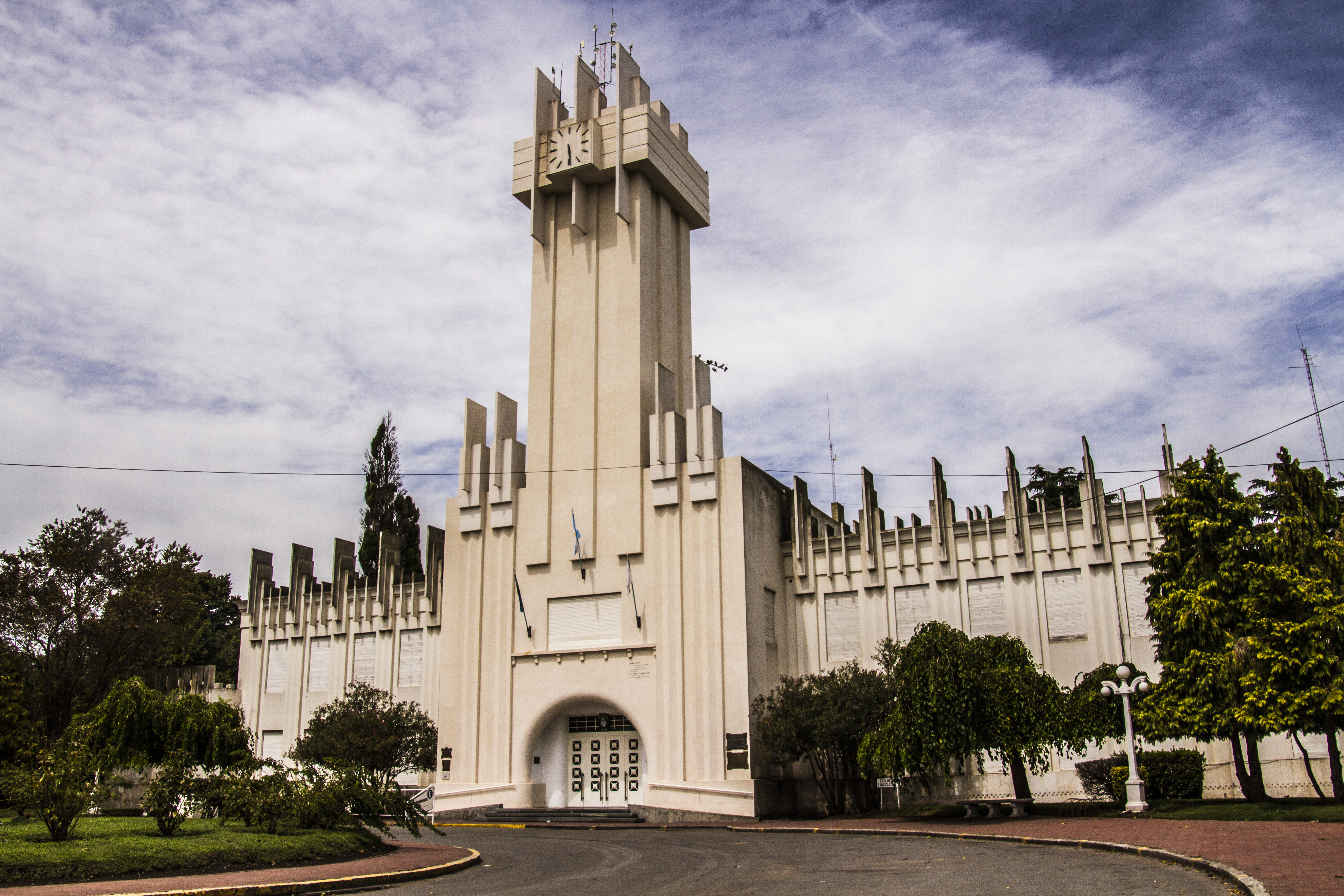
Mairie de Rauch.
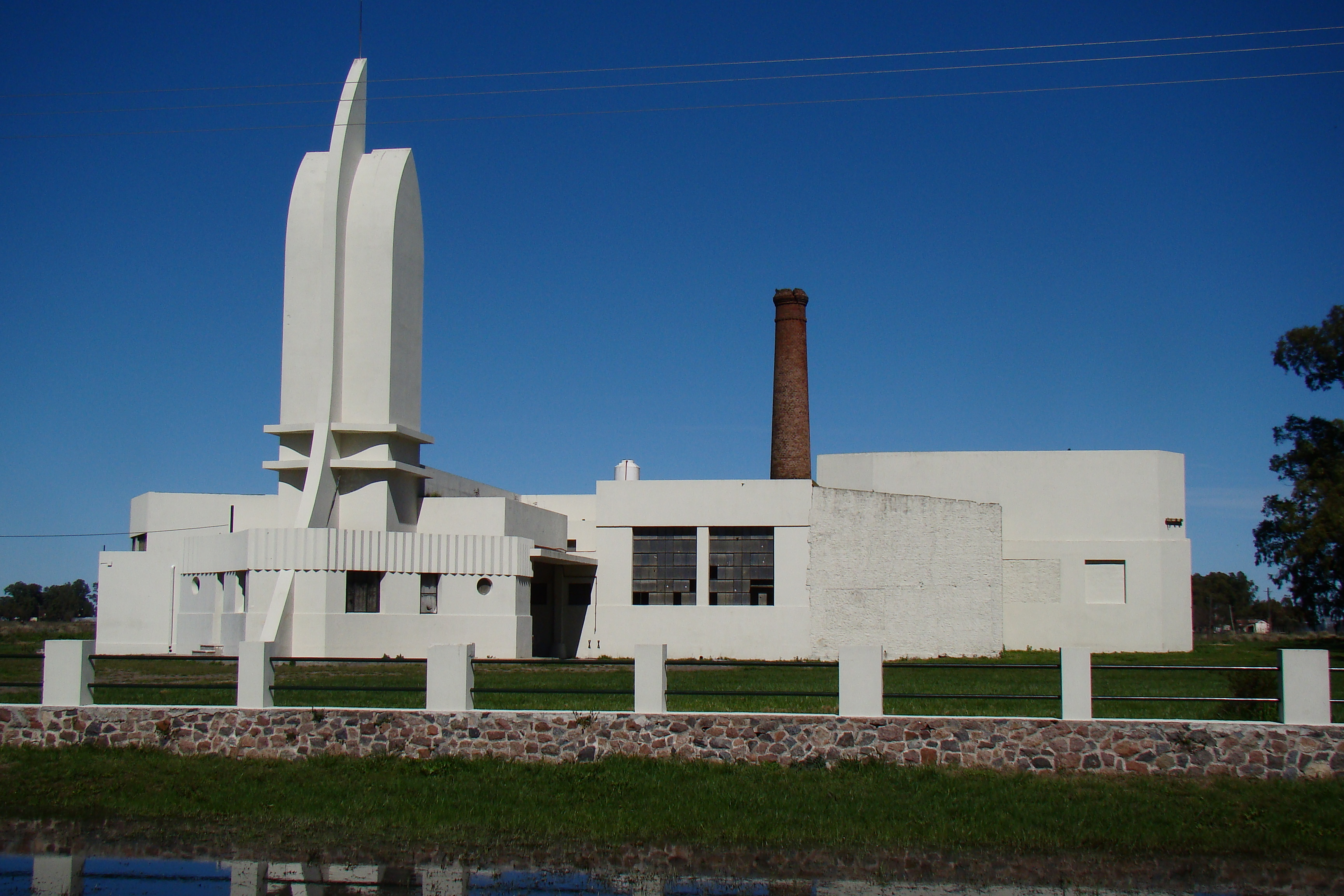
Abattoir d'Azul.
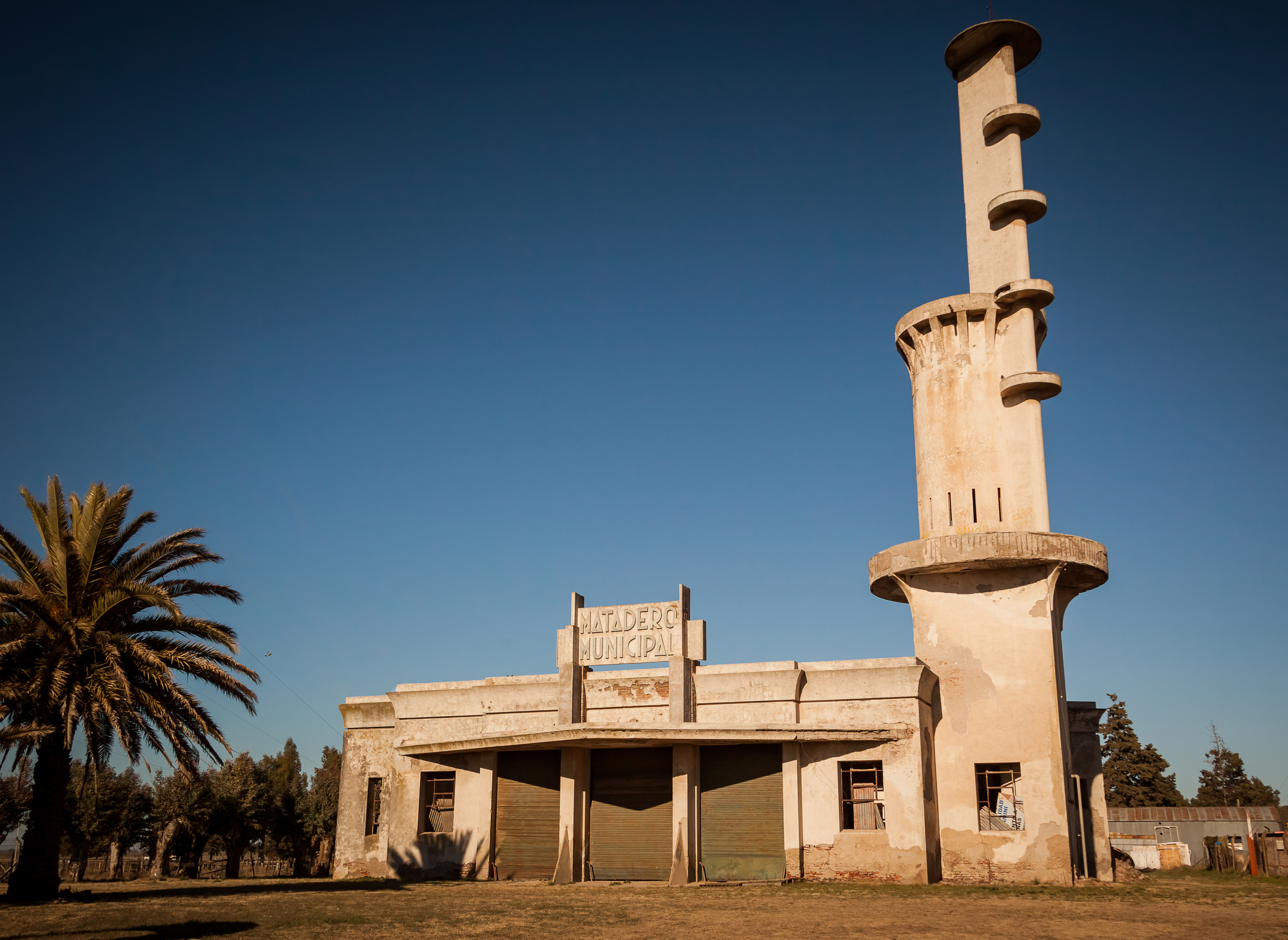
Abattoir de Guaminí.
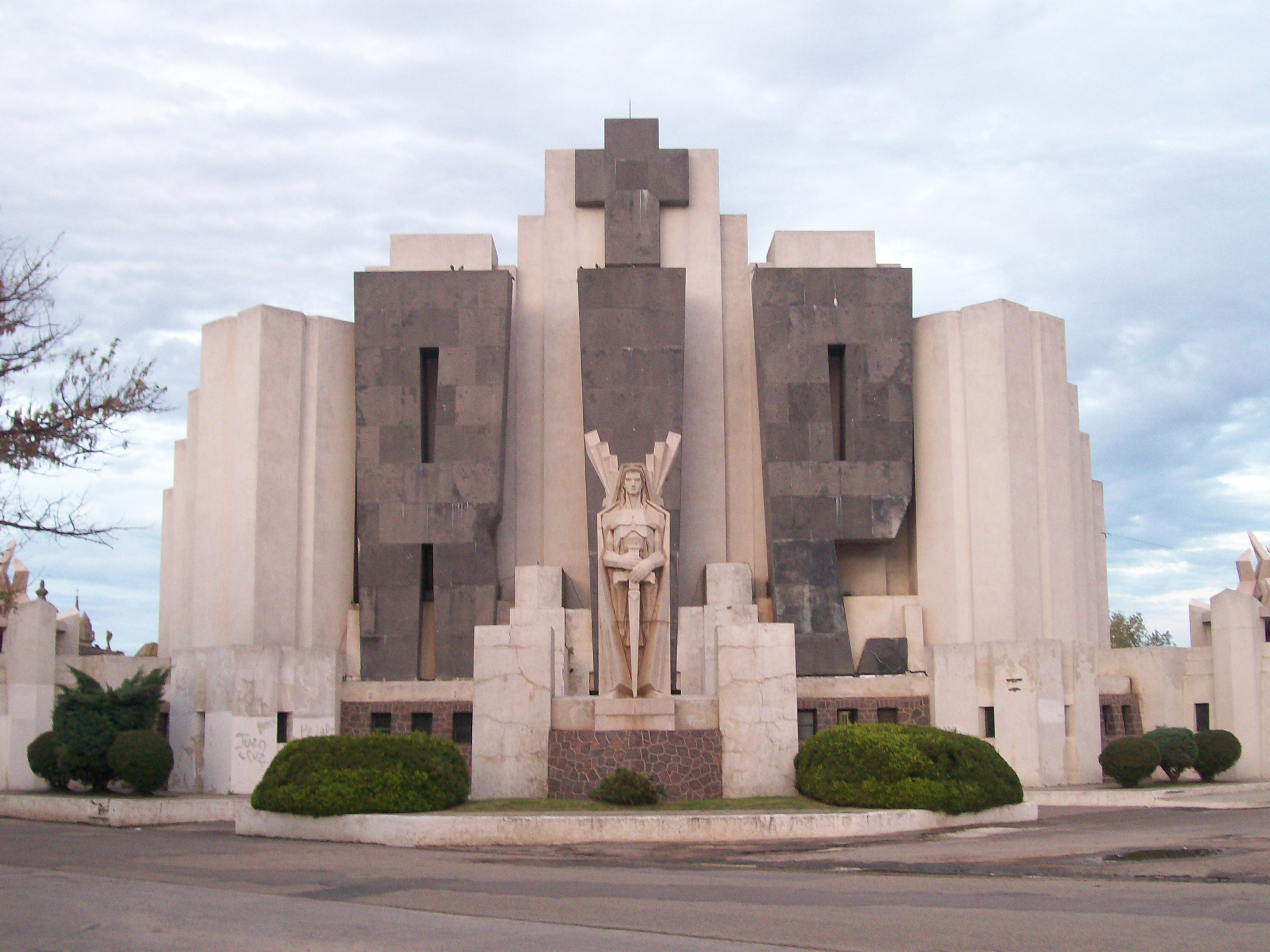
Cimetière municipal d'Azul.
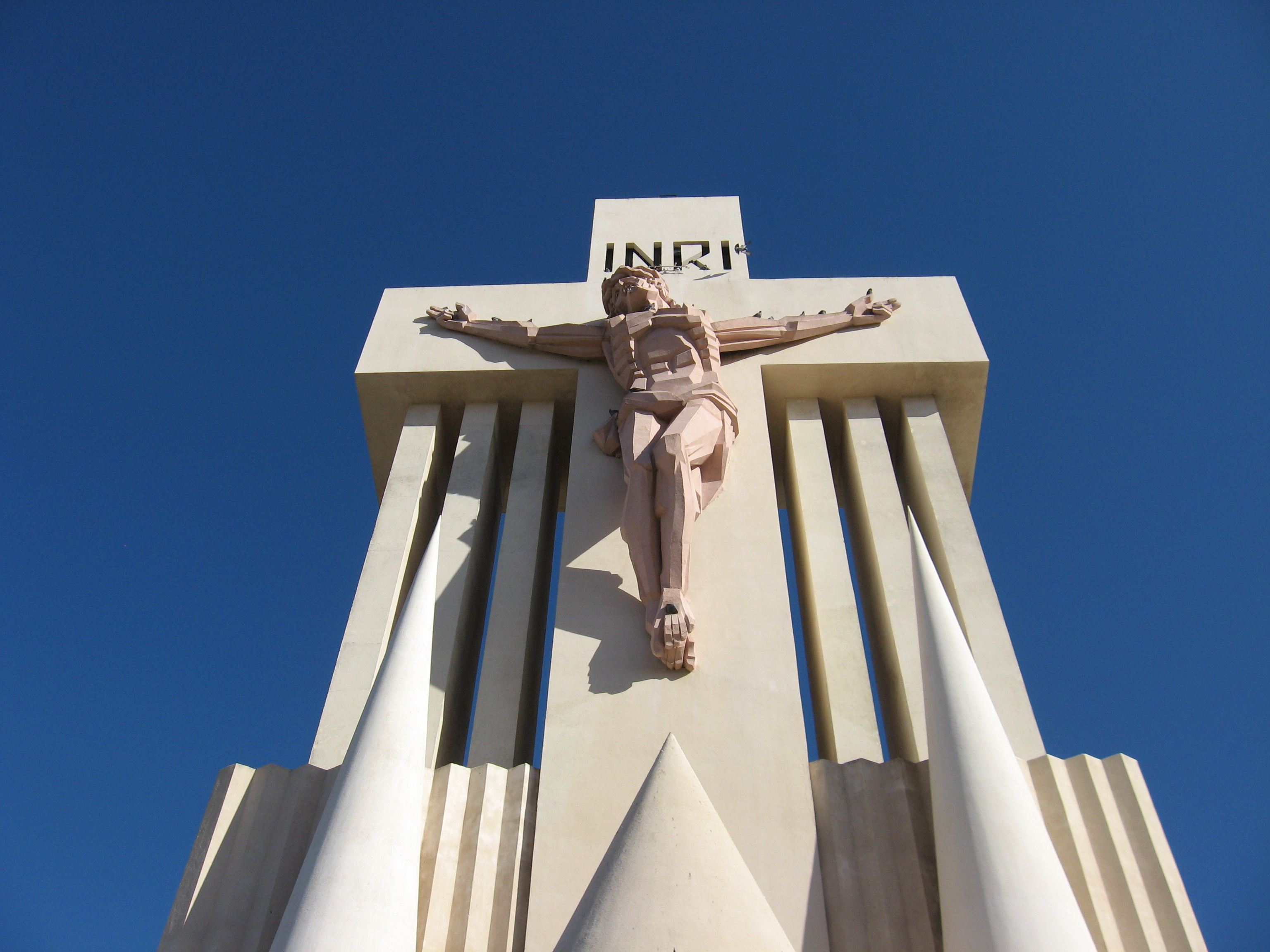
Cimetière de Laprida.